# Тюмень (пароход, 1894)
«Тюмень» — колёсный буксирный пароход Министерства Путей Сообщения России, участник Гражданской войны.

## Описание парохода
Колёсный буксирный пароход. Длина судна составляла 17 саженей 7 вершков, наибольшая ширина с учётом кожухов — 4 сажени 2 аршина 4 вершка, без учёта кожухов — 2 сажени 1 аршин 8 вершков, а высота без надстроек — 1 сажень и 2 вершка. На пароходе была установлена паровая машина мощностью 25 номинальных и 120 индикаторных лошадиных сил.

## История

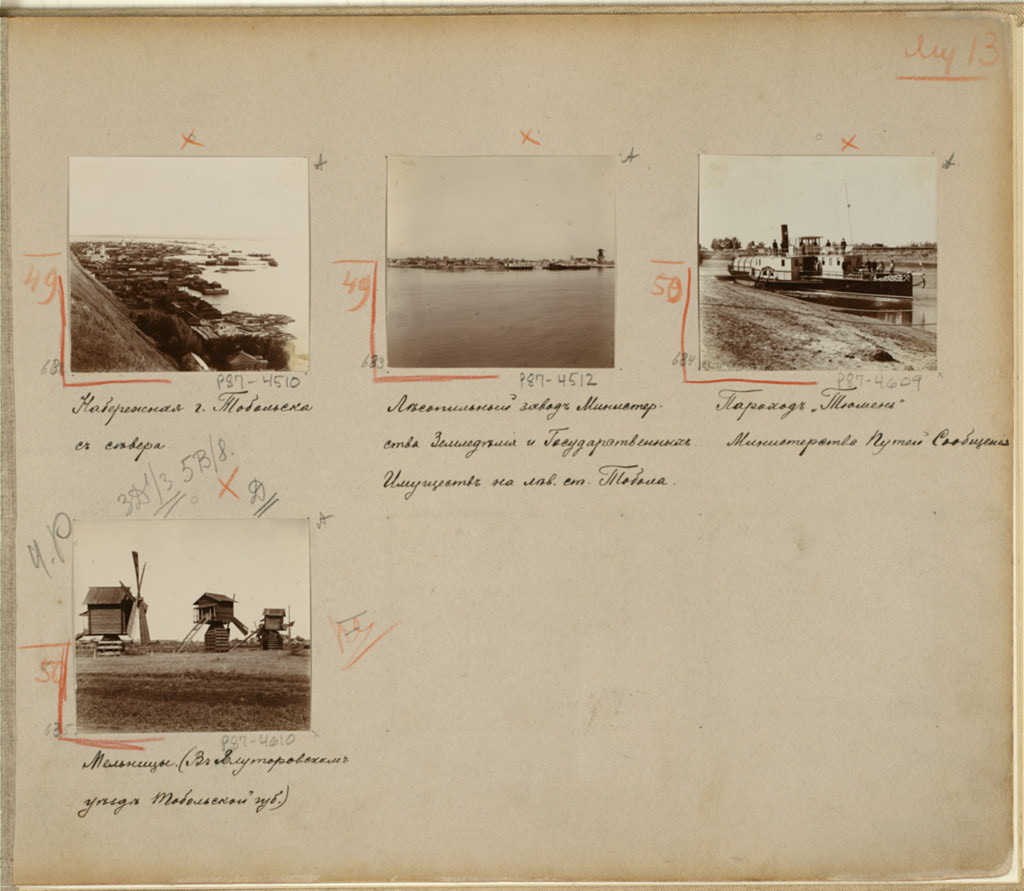
Лист № 28 из контрольного альбома Прокудина-Горского «Урал. Отдел III. Камско-Тобольский водный путь».

Пароход был построен в Тюмени на заводе Курбатова и Игнатова в 1894 году.
В том же году совместно с и городским пароходиком «Николай» принимал участие в празднике открытия Транссибирской магистрали в Омске.
В 1901 году находился в плаваниях в бассейне Оби по маршрутам Тура — Тобол — Иртыш и принадлежал Иртышскому участку Томского округа Министерства Путей Сообщения с припиской в порту Омска.
В 1912 году на пароходе совершил путешествие от Тюмени до Тобольска С. М. Прокудин-Горский.
7 мая 1914 года доставил из Тобольска в Курган тобольского вице-губернатора Н. И. Гаврилова в сопровождении инженера и советника губернского правления.

Появление парохода в водах маловодного Тобола привлекло громадную толпу публики. Тобол, пересыхающий в некоторых местах летом, очень редко даёт возможность плавать по нем пароходам, даже таким маленьким, как прибывший.— «Народная газета» от 25 мая 1914 года
В августе 1917 года совместно с пароходом «Кормилец» сопровождал из Тюмени в Тобольск пароход «Русь». На пароходе «Русь» находился император Николай II с семьёй, а пароходы сопровождения доставляли багаж императорской семьи.
В 1919 году в качестве вооружённого парохода входил в состав Обь-Иртышской речной флотилии колчаковской армии, принимал участие в артиллерийской поддержке сухопутных войск. 2 сентября 1919 года совместно с пароходом «Александр Невский» на участке реки между поселками Плеханово и Тараканово вёл бой с восставшим пароходом «Иртыш». Получив повреждения, вышел из боя и ушёл вниз по реке.